# Гиддиш, Келли
Келли Гиддиш (англ. Kelli Giddish, род. 13 апреля 1980) — американская актриса, наиболее известная благодаря своей роли детектива Аманды Роллинз в сериале NBC «Закон и порядок: Специальный корпус».

## Биография
Гиддиш родилась в Камминге, штат Джорджия в семье Чарльза и Ниты Гиддиш. У неё есть брат — Эли Гиддиш. Окончила Университет Эвансвилл в Индиане, после чего переехала в Нью-Йорк, чтобы начать актёрскую карьеру.
С 2005 по 2007 год она снималась в дневной мыльной опере ABC «Все мои дети». После она появилась в независимом фильме «Смерть в любви», премьера которого состоялась в рамках кинофестиваля «Сандэнс».
В 2010 году, Гиддиш сыграла главную роль в сериале Fox «Прошлая жизнь», который был закрыт после нескольких эпизодов. С 2010 по 2011 год она играла главную роль в сериале «Преследование» канала NBC, а также была приглашенной звездой в трёх эпизодах сериала «Хорошая жена».
27 июня 2011 года было объявлено, что Гиддиш присоединяется к актёрскому составу сериала NBC «Закон и порядок: Специальный корпус» в роли нового детектива Аманды Роллинз. Эту роль она также повторила в сериале «Полиция Чикаго».

## Личная жизнь
С 20 июня 2015 года Келли замужем за Лоренсом Фолборном. У супругов есть два сына — Людо Фолборн (род. 05.10.2015) и Чарли Рэйф Фолборн (род. в ноябре 2018).

## Фильмография

### Фильмы
| Год  | Название на русском | Название на английском   | Роль         | Примечания             |
| ---- | ------------------- | ------------------------ | ------------ | ---------------------- |
| 2005 | Карибские ведьмы    | Witches of the Caribbean | Клара        | Direct-to-video        |
| 2006 | Стены               | Walls                    | Сара         | Короткометражный фильм |
| 2008 | Смерть в любви      | Death in Love            | Молодая мать |                        |
| 2008 | Дублерша            | The Understudy           | Симона       |                        |
| 2012 | Убить и закопать    | Breathless               | Тини         |                        |

### Телевидение
| Год                | Название на русском                   | Название на английском            | Роль                    | Примечания                                                |
| ------------------ | ------------------------------------- | --------------------------------- | ----------------------- | --------------------------------------------------------- |
| 2005-2007          | Все мои дети                          | All My Children                   | Диана «Ди» Генри        | Регулярная роль                                           |
| 2007               | Схватка                               | Damages                           | Хизер Макдональд        | Эпизоды: «Sort of Like a Family» и «Because I Know Patty» |
| 2007               | Закон и порядок: Преступное намерение | Law & Order: Criminal Intent      | Дана Стил               | Эпизод: «Depths»                                          |
| 2007               | Закон и порядок: Специальный корпус   | Law & Order: Special Victims Unit | Кара Бэйсон             | Эпизод: «Outsider»                                        |
| 2008               | Без следа                             | Without a Trace                   | Ариана Мерфи            | Эпизод: «Rise and Fall»                                   |
| 2009               | Жизнь на Марсе                        | Life on Mars                      | Кэрол                   | Эпизод: «Coffee, Tea, or Annie»                           |
| 2010               | Прошлая жизнь                         | Past Life                         | Доктор Кейт Макгинн     | Регулярная роль, 9 эпизодов                               |
| 2010-2011          | Преследование                         | Chase                             | Энни Фрост              | Регулярная роль, 18 эпизодов                              |
| 2011               | Хорошая жена                          | The Good Wife                     | София Руссо             | 3 эпизода                                                 |
| 2011 — наст. время | Закон и порядок: Специальный корпус   | Law & Order: Special Victims Unit | Детектив Аманда Роллинз | Регулярная роль, 70+ эпизодов                             |
| 2014               | Полиция Чикаго                        | Chicago PD                        | Детектив Аманда Роллинз | Эпизод: «Conventions»                                     |